# ベルゲン・フィルハーモニー管弦楽団
ベルゲン・フィルハーモニー管弦楽団（ノルウェー語: Bergen Filharmoniske Orkester）は、ノルウェーの都市ベルゲンに本拠を置くオーケストラである。北欧のオーケストラの中でも特に古い歴史を持つ。

## 沿革
1765年に、音楽協会「ハルモニエン」（Musikselskabet Harmonien）として設立。
1880年から1882年まで、ベルゲン出身の作曲家エドヴァルド・グリーグが芸術監督を務めたことでも知られる。
1983年に、現在の楽団名になる。
グリーグホールを本拠地とする。

## 歴代首席指揮者など
- サムエル・リンド（1765年–1769年）
- ベニヤミン・オール（1769年–1770年）
- ニールス・ハスルンド（1770年–1785年）
- オーレ・ペデルセン・ロッデル (1785年–1805年)
- J. ヒンドリッヒ・パウルセン (1805年–1806年、1809年–1820年)
- マティアス・ランドホルム (1820年–1827年)
- フェルディナンド・ジョヴァンニ・シェディヴィ（1827年–1844年）
- フェルディナント・アウグスト・ロヤーン（1856年–1859年）
- アウグスト・フリース（1859年–1862年）
- アマデウス・ヴォルフガング・マチェススキー（1862年–1864年）
- アウグスト・フリース (1864年-1873年)
- リヒャルト・ヘンネベルク（1873年–1875年）
- アドルフ・ブロンベルク（1875年–1878年）
- ヘルマン・レーヴィ（1879年–1880年）
- エドヴァルド・グリーグ（1880年–1882年）
- イヴェル・ホルテル（1882年–1886年）
- ペル・ウィンゲ（1886年–1888年）
- ゲオルク・ワシントン・マグヌス（1892年–1893年）
- ヨハン・ハルヴォルセン（1893年–1898年）
- クリスチャン・ダニング (1899年–1901年、1902年–1905年)
- ハラルド・ハイデ（1907年–1948年）
- オラフ・キーランド（1948年-1952年）
- カール・フォン・ガラグリ(1952年–1958年)
- アルヴィド・フラドモエ（1958年–1961年）
- スヴェーレ・ベルグ（1961年–1964年）[2]
- カルステン・アンデルセン (1964年–1985年)
- アルド・チェッカート（1985年–1990年）
- ドミトリー・キタエンコ (1990年–1998年)
- シモーネ・ヤング（1998年–2002年）
- アンドリュー・リットン（2003年–2015年）
- エドワード・ガードナー（2015年–2024年)[3]

## 録音
BISレーベルへの録音が多い。ゆかりの深いグリーグの管弦楽曲全集や、マーラー編曲によるシューマンの交響曲全集という珍しいものもある。